# Zvonění ledu
Zvonění ledu (v originále Le Bruit des glaçons) je francouzská černá komedie z roku 2010, kterou režíroval Bertrand Blier podle vlastního scénáře. Snímek měl světovou premiéru dne 25. srpna 2010.

## Děj
Charles Faulque je spisovatel a alkoholik, v depresi a v nouzi, zjistí, že má rakovinu. Navzdory naprostému propadu svého života jej spisovatel nechce opustit.

## Obsazení
| Jean Dujardin    | Charles Faulque     |
| Albert Dupontel  | Charlesova rakovina |
| Anne Alvaro      | Louisa              |
| Myriam Boyer     | Louisina rakovina   |
| Christa Theret   | Evguenia            |
| Audrey Dana      | Carole Faulque      |
| Émile Berling    | Stanislas Faulque   |
| Éric Prat        | lékař               |
| Farida Rahouadj  | realitní makléř     |
| Laurent Desponds | fotograf            |
| Jean Dell        | onkolog             |
| Clémence Thioly  | návštěvnice         |
| Avy Marciano     | návštěvník          |
| Geneviève Mnich  | matka Evguenie      |
| Yvon Crenn       | taxikář             |

## Ocenění
- Filmový festival v Benátkách: Label Europa Cinemas
- César: nejlepší herečka ve vedlejší roli (Anne Alvaro); nominace v kategoriích nejlepší režie (Bertrand Blier) a nejlepší původní scénář (Bertrand Blier)
- Zlaté hvězdy francouzské kinematografie: nejlepší scénář (Bertrand Blier)
- Gérards du Cinéma: nominace na nejvtipnějšího herce (Albert Dupontel)
- Lumières: nominace na nejnadějnějšího herce (Émile Berling)